# 亞齊峰

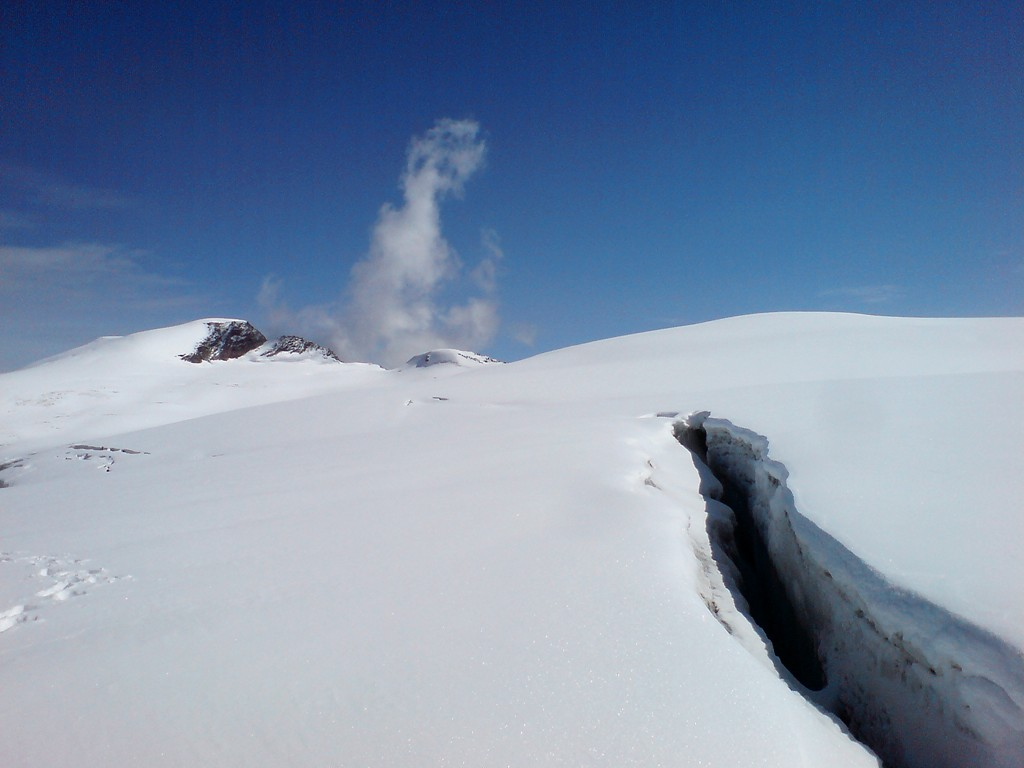
從西面拍攝過去的亞齊峰

45°58′51.9″N 7°53′40.9″E / 45.981083°N 7.894694°E
亞齊峰（義大利語：Cima di Jazzi），是歐洲的山峰，位於意大利和瑞士接壤的邊境，屬於本寧阿爾卑斯山脈的一部分，海拔高度3,803米，人類在1851年8月首次登上該山峰。